# Vasum
Genre
Synonymes
- genre Cynodonta Schumacher, 1817[2]
- genre Globivasum Abbott, 1950[2]
- genre Scolymus Swainson, 1835[2]
- sous-genre Vasum (Siphovasum) Rehder & Abbott, 1951[2]
- sous-genre Vasum (Vasum)[2]
- genre Volutella Perry, 1810[2]

Vasum est un genre de mollusques gastéropodes de la famille des Turbinellidae.

## Liste des sous-familles
Selon World Register of Marine Species (13 décembre 2014) :
- Vasum armatum (Broderip, 1833)
- Vasum caestus (Broderip, 1833)
- Vasum capitellum (Linnaeus, 1758)
- Vasum cassiforme (Kiener, 1840)
- Vasum ceramicum (Linnaeus, 1758)
- Vasum globulus (Lamarck, 1816)
- Vasum lactisfloris Ferrario, 1983
- Vasum latiriforme Rehder & Abbott, 1951
- Vasum muricatum (Born, 1778)
- Vasum rhinoceros (Gmelin, 1791)
- Vasum stephanti Emerson & Sage, 1988
- Vasum truncatum (Sowerby III, 1892)
- Vasum tubiferum (Anton, 1838)
- Vasum turbinellus (Linnaeus, 1758)

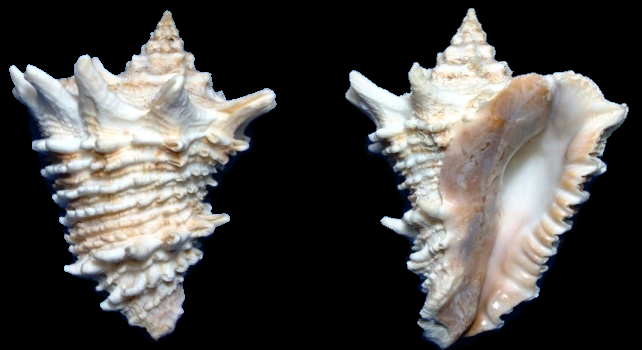
Vasum cassiforme
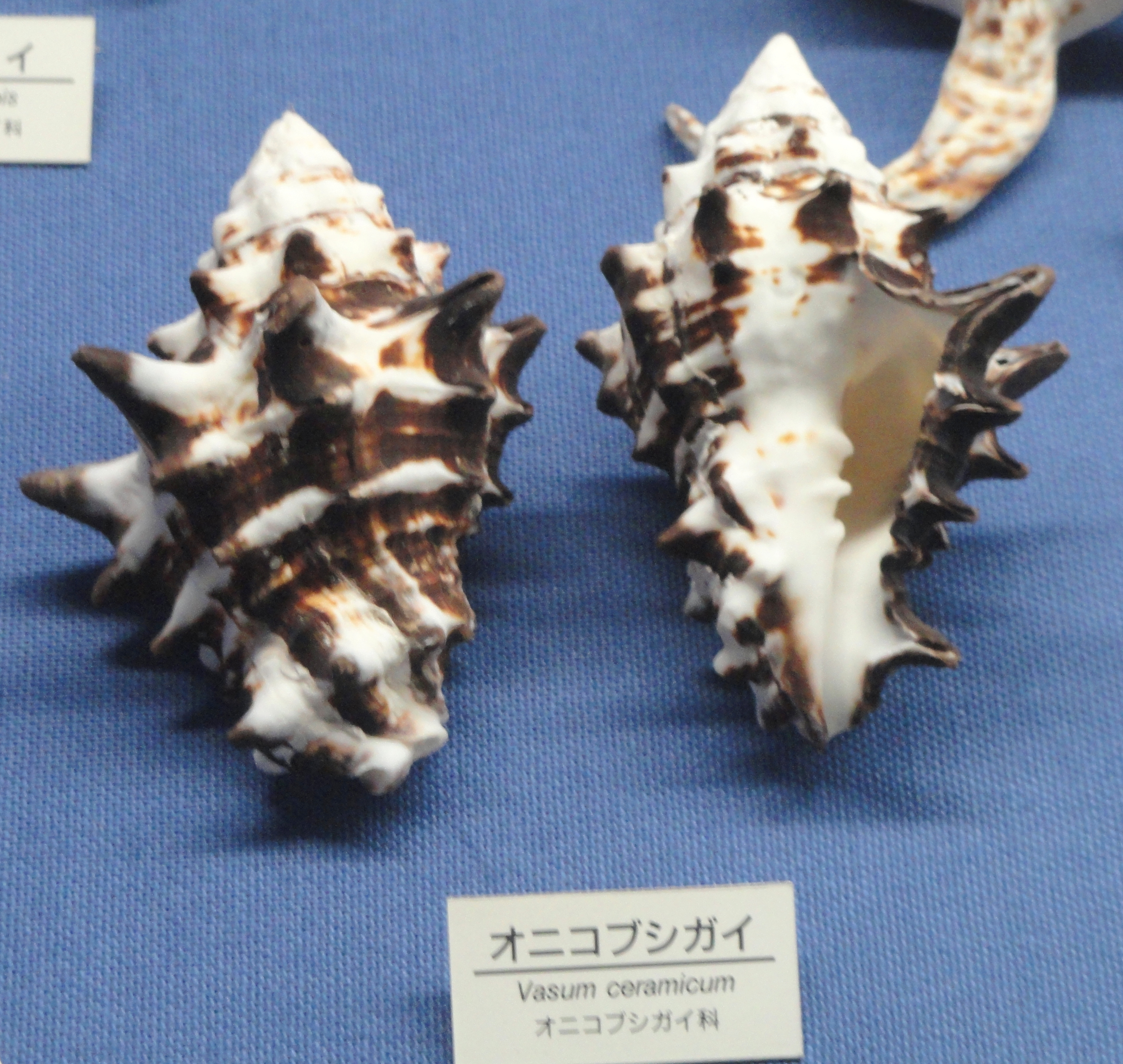
Vasum ceramicum
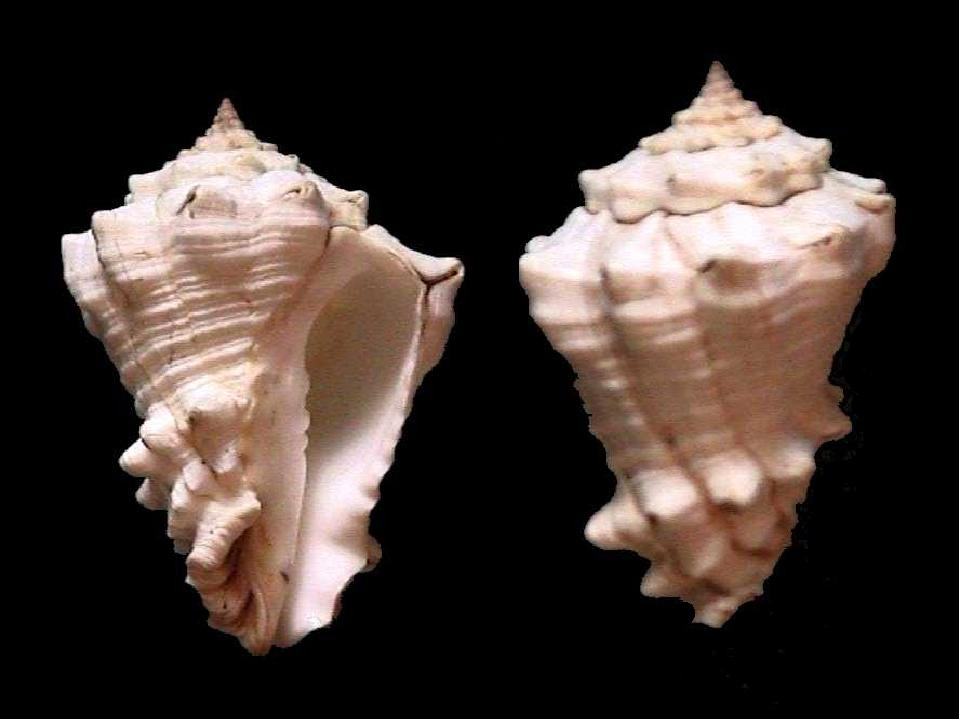
Vasum muricatum
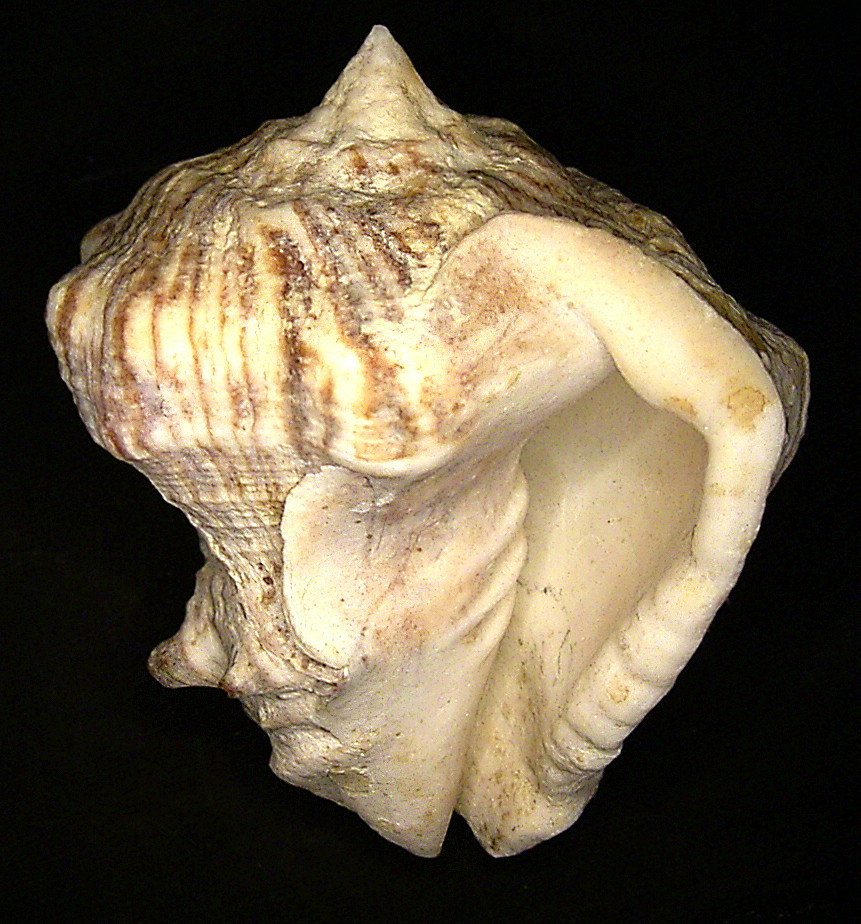
Vasum rhinoceros
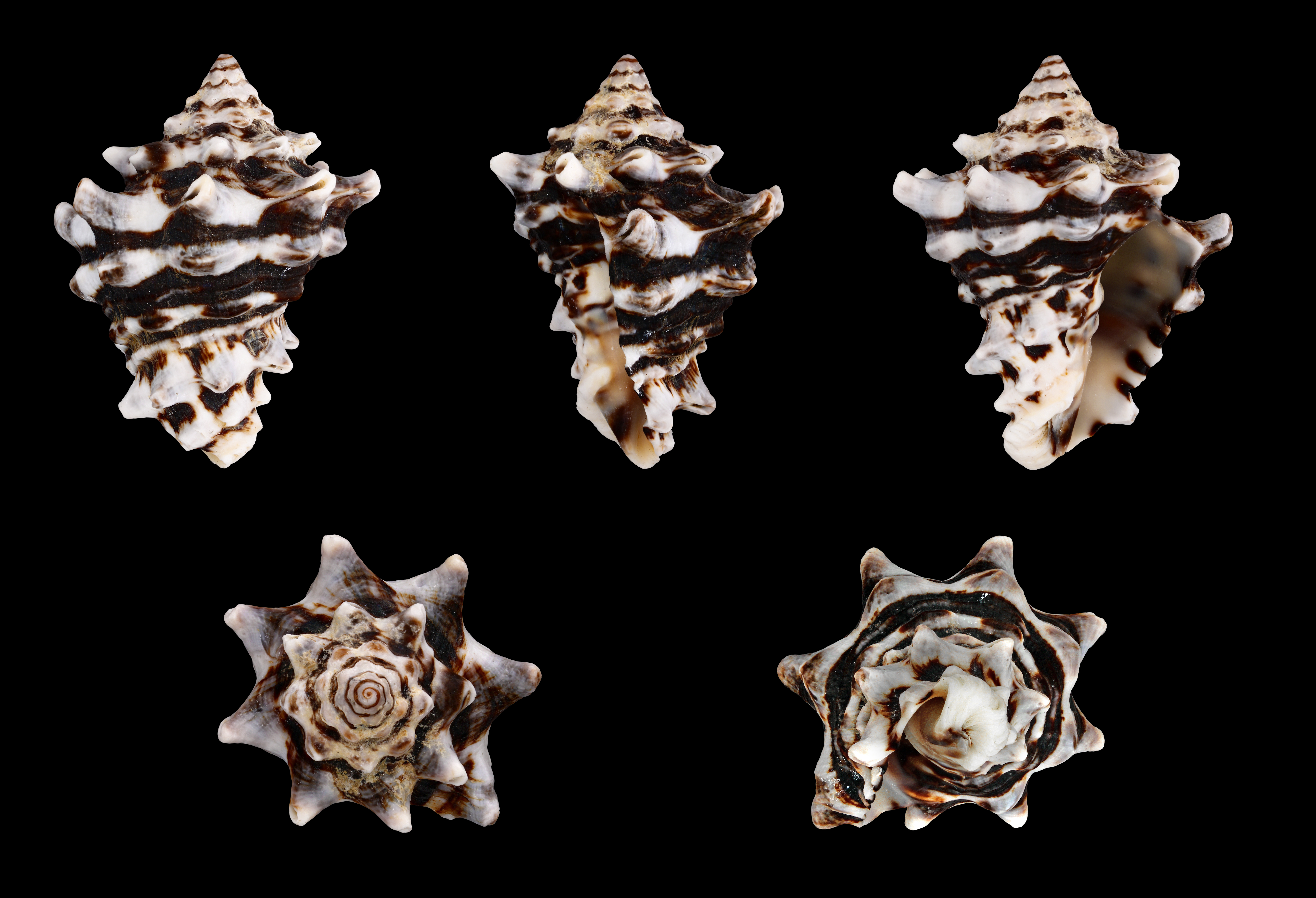
Vasum turbinellus